# Tom Phillips (militaire)
Pour les articles homonymes, voir Tom Phillips.

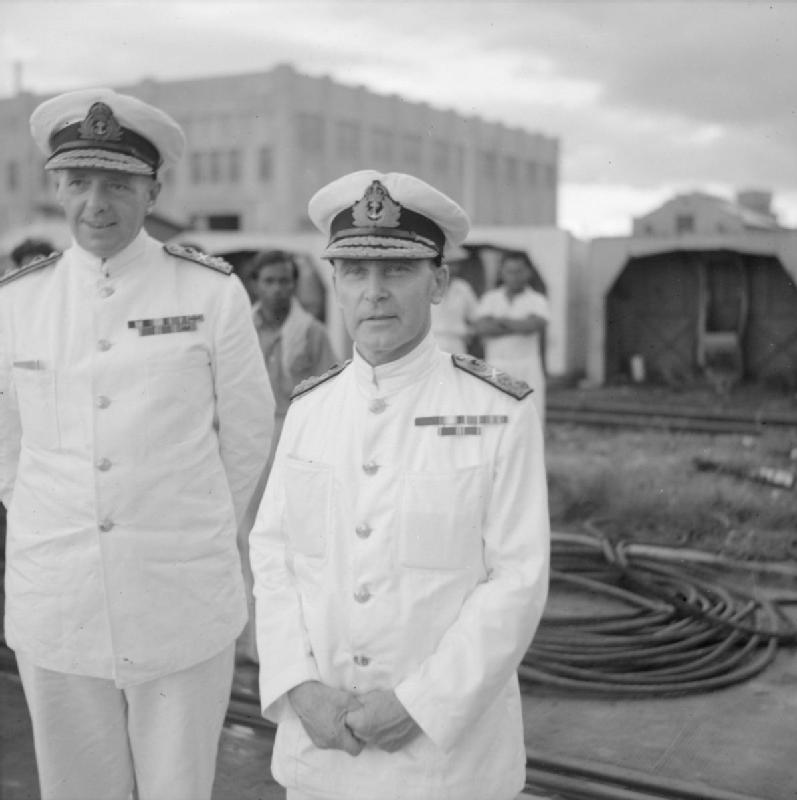
Tom Phillips (centre).

Thomas « Tom » Spencer Phillips Vaughan, né le 19 février 1888 à Falmouth et mort le 10 décembre 1941 à Kuantan, en Malaisie, est un amiral de la Royal Navy durant la Seconde Guerre mondiale.

## Biographie
Tom Phillips est surtout connu pour son commandement de la Force Z pendant l'invasion japonaise de la Malaisie où son navire amiral, le cuirassé HMS Prince of Wales, coula.
Phillips est l'un des plus hauts officiers alliés tués pendant la guerre.